# 8369 Miyata
8369 Miyata è un asteroide della fascia principale. Scoperto nel 1991, presenta un'orbita caratterizzata da un semiasse maggiore pari a 2,5646379 UA e da un'eccentricità di 0,1222406, inclinata di 15,60303° rispetto all'eclittica.